# Maynard (Massachusetts)
Pour les articles homonymes, voir Maynard.
Maynard est une localité du comté de Middlesex (Massachusetts), aux États-Unis. Elle est située à 22 milles (35,4 km) à l'ouest de Boston, dans les régions du MetroWest (en) et Grand Boston, aux frontières d'Acton, Concord, Stow et Sudbury. 
D'après le recensement des États-Unis de 2010, elle compte 10 106 habitants. D'après le bureau du recensement des États-Unis, elle couvre une superficie de 13,9 km².

## Histoire
De 1957 à 1992, Digital Equipment Corporation siège dans les installations d'une ancienne filature de laine à Maynard.